# Ingolstadt West

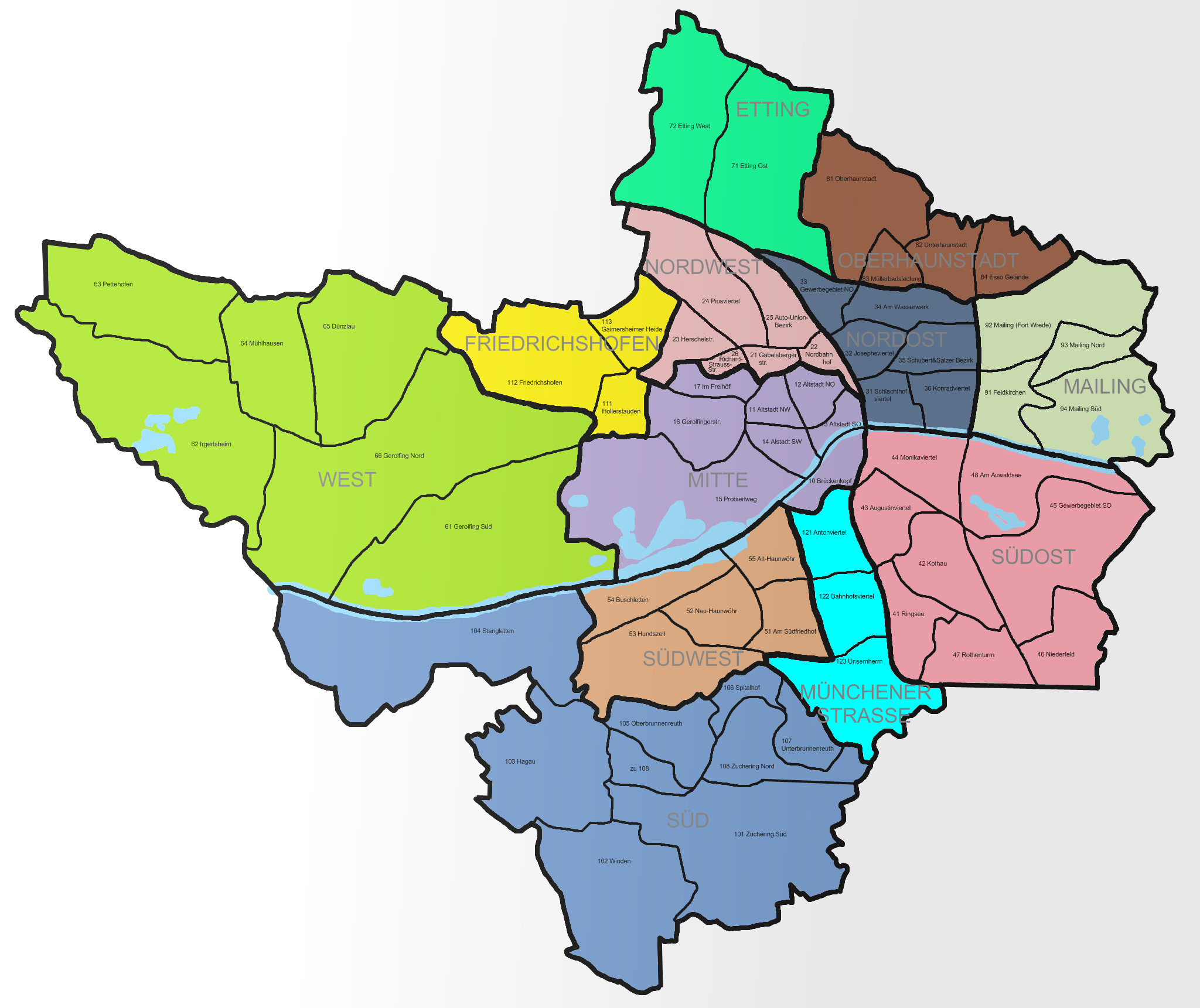
Ingolstadt West (Grün)

Der Bezirk Ingolstadt West ist mit einer Fläche von 3.341,9 Hektar der größte Bezirk Ingolstadts. Nach der Anzahl der Einwohner ist er mit 6.833 (31. Dezember 2015) der neuntgrößte.
Unterbezirke:
- Gerolfing Süd
- Irgertsheim
- Pettenhofen
- Mühlhausen
- Dünzlau
- Gerolfing Nord